# Engern (Rinteln)
Engern ist ein Stadtteil von Rinteln im Schaumburger Land. Das Dorf befindet sich ungefähr 3 km vom Zentrum der Stadt entfernt. Entstanden ist die Ortschaft wissenschaftlichen Schätzungen zufolge um ca. 1000 v. Chr.

## Ortsname
Die erste urkundliche Erwähnung des Dorfes erfolgte im Jahr 1160. Der Ortsname leitet sich dabei nicht von der historischen Landschaft Engern der Angrivarier ab, sondern von der Flurbezeichnung „Anger“. Denn die Ursprungssiedlung auf einer Erhebung in der Weseraue bzw. einem Werder war um eine große, gemeinschaftlich genutzte Weide, einen Anger, herum gruppiert.
Diese Lage inmitten fruchtbarer Auwiesen förderte die Gänsehaltung, wodurch die bis heute übliche Scherzbezeichnung seiner Dorfbewohner als „Engersche Göse“ entstand. Diese Scherzbezeichnung wurde von den Dorfbewohnern aufgegriffen, so dass am Dorfplatz ein Standbild von drei Gänsen zu sehen ist, das Wappen des SV Engern eine Gans zeigt und seit vielen Jahren der „Engersche Gänsemarsch“ stattfindet – ein Gelände- und Geschicklichkeitslauf, der seit 2001 im zweijährigen Rhythmus von der Freiwilligen Feuerwehr Engern organisiert wird.

## Struktur und Lage
Durch die Siedlung fließt der Fluss Weser. Die Nachbardörfer sind Ahe und Westendorf. Trotz der geringen Größe gibt es in Engern kleinere Geschäfte, mit dem Schwerpunkt Elektronikbereich.
Die Siedlung Engern ist insbesondere in der Zeit nach dem Zweiten Weltkrieg stark gewachsen und es entstanden mehrere Siedlungserweiterungen in Richtung Steinbergen. In dieser Zeit hat Engern auch die typische Transformation einer ländlichen Siedlung in dieser Zeit vollzogen (Verlust von öffentlichen Einrichtungen wie z. B. Schule, Eingemeindung in die Stadt Rinteln, Schließung von Lebensmittelläden und anderen Geschäften, Wandel von Vollbauern zu Nebenerwerbsbetrieben).
Insgesamt hat das Ortsbild aber bis heute seinen ursprünglichen, ländlichen Charakter bewahrt.
Die Eisenbahnlinie Löhne-Rinteln-Hameln führt durch Engern, jedoch ohne Haltepunkt. Über Kreisstraßen ist Engern mit der Stadt Rinteln und anderen Ortsteilen wie Ahe oder Steinbergen verbunden. Zusätzlich ist Rinteln über den ehemaligen Treidelweg entlang der Weser zu erreichen.

## Geschichte
Engern war im 14. Jahrhundert Sitz eines Gogerichts. Bis heute weist die Flurbezeichnung „Königsstuhl“ südlich des Dorfes auf die Bedeutung als Gerichtsort hin.

## Politik

### Ortsrat
Der Ortsrat, der die Ortsteile Ahe, Engern und Kohlenstädt zusammen vertritt, setzt sich aus sieben Mitgliedern zusammen. Die Ratsmitglieder werden durch eine Kommunalwahl für jeweils fünf Jahre gewählt.
Bei der letzten Kommunalwahl 2021 ergab sich folgende Sitzverteilung:
- SPD: 5 Sitze
- CDU: 2 Sitze

### Bürgermeister
Bürgermeister der Ortschaft ist Dieter Horn(Stand 2020).

## Kirche
Die Gemeinde Engern hatte noch nie eine eigene Kirche. Im Mittelalter gingen die Bewohner zur Kirche in Exten, heute gehört Engern zum Kirchspiel Steinbergen mit der St.-Agnes-Kirche.